# Хагније
Хагније или Агније (грч. Ἅγνιος) је у грчкој митологији био Тифијев отац.

## Митологија
Потицао је из беотске Сифе или Тифе. Био је отац Тифија, који је био крманош на лађи Арго. Због тога се Тифиј називао и Хагнијадом или Агнијадом. Њега је помињао Аполодор.